# 佩納洛薩 (堪薩斯州)
佩納洛薩（英語：Penalosa）是一個位於美國堪薩斯州金曼縣的城市。

## 地方資料
根據2020年美國人口普查的數據，佩納洛薩的面積為0.27平方千米，當中陸地面積為0.27平方千米，而水域面積為0.00平方千米。當地共有人口18人，而人口密度為每平方千米66.67人。